# Stade olympique millavois rugby Aveyron
Ne doit pas être confondu avec Stade olympique millavois (football).
Maillots
Actualités
Le Stade olympique millavois rugby Aveyron est un club français de rugby à XV, basé à Millau en Aveyron. Il évolue actuellement en Fédérale 2 (6e division).

## Palmarès

### Section masculine senior
- Champion de France de Fédérale 1 (play-downs) : 2006
- Challenge de l'Espérance :
  - Vainqueur (1) : 2004

### Autres sections
- Champion de France de Fédérale 1B (réserves de Fédérale 1) : 2005
- Champion de France féminines à 7 : 2017
- Champion de France féminines à X : 2018
- Champion de France féminines à X : 2019
- Champion de France féminines « accession » des moins de 18 ans : 2024
- Champion de France des moins de 18 ans à sept : 2019

## Personnalités du club

### Présidents
- 2014 - Décembre 2020 :  Thierry Pérez
- Décembre 2020 - 2024 :  Rémi Durand et  Patrice Arguel[1]

### Entraîneurs
- Jean Salas : 1969/1979
- Raoul Barrière : 1979/1981
- Henri Ferrero : 1997/2008 et 2012/2017
- Philippe Tarrusson : 2001/2002
- Brice Miguel : 2009/2011
- Sébastien Kuzbik : 2012/2018
- Didier Chouchan : 2015/2019
- Sébastien Petit : 2019/2024
- Baptiste Majorel : depuis 2018

### Joueurs emblématiques
- Jean-Pierre Hortoland
- Rodrigo Capó Ortega
- Gilbert Pagès
- Henri Ferrero
- Toussaint Djehi
- Marc Delpoux
- René Séguier
- Didier Chouchan
- Hervé Guiraud
- Jacques Schutte
- Lucian Sîrbu
- Zurab Mtchedlishvili
- Ilaï Derenalagi
- Sébastien Kuzbik
- George Tsiklauri
- Robin Solana